# Channel 4

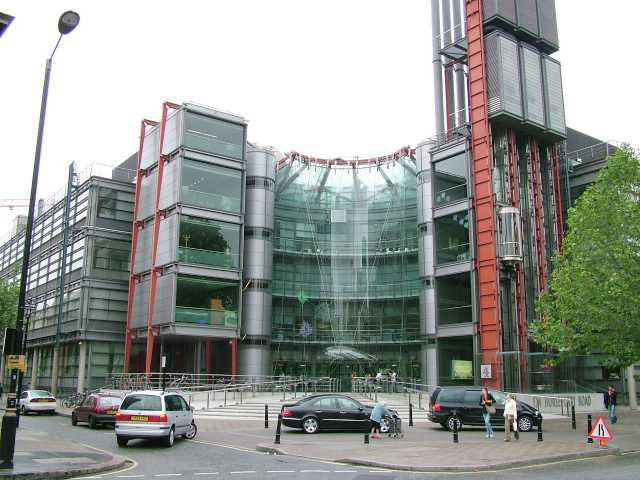
Channel 4-byggnaden i London.

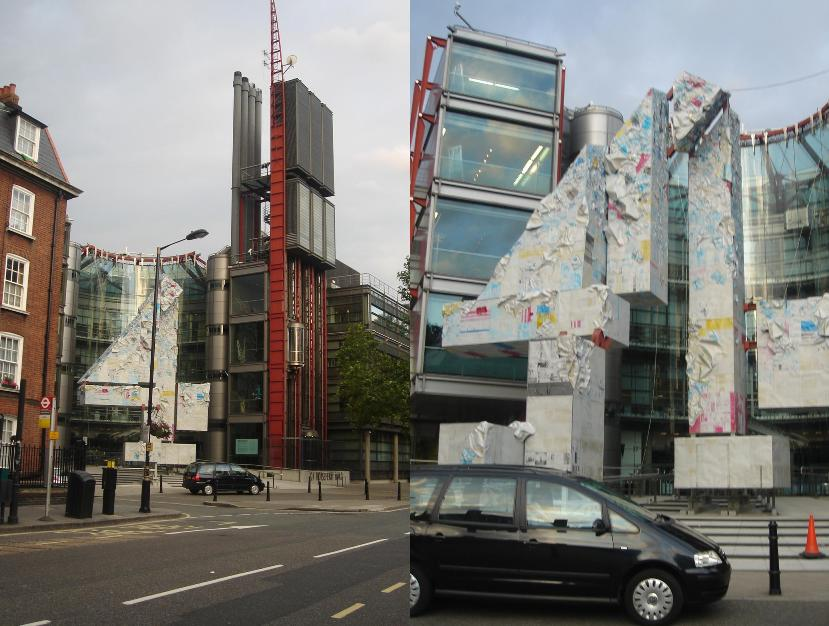
Channel 4-byggnaden med Channel 4-logon utanför.

Channel 4 är en reklamfinansierad public service-kanal som sänder TV i det brittiska marknätet. Den bildades efter beslut i parlamentet 2 november 1982 med syfte att bryta BBC och ITV:s duopol inom televisionen. Kanalen blev den fjärde kanalen efter BBC One, BBC Two och ITV.  
Den började sina sändningar 2 november 1982, och ägs av Channel Four Television Corporation, ursprungligen som ett dotterbolag till den statliga myndigheten Independent Broadcasting Authority (IBA). När TV-sändningar avreglerades 1990 och IBA lades ner så skapades departementet Department for Digital, Culture, Media and Sport, vilka tog över ägandet. Wales hade egna kanalen S4C, som startade samtidigt och sände både på walesiska och engelska, där de engelskspråkiga programmen kom från Channel 4. År 2010 utökades Channel 4 att omfatta även Wales och S4C blev en ren walesspråkig kanal som sände via digitala marknätet.

## Big Brother kontrovers
Den 24 maj 2007 har den brittiska motsvarigheten till granskningsnämnden, Ofcom, beslutat att Channel 4 brustit i sitt ansvar för att de visat mobbningen Shilpa Shetty utsattes för av Jade Goody i TV utan att visa hela sammanhanget. Kanalen måste därför, i samband med kommande säsong av Big Brother i Storbritannien, vid tre tillfällen sända förtydliganden som tar upp de brister Ofcom anmärkt på. 

## Mottagning utanför Storbritannien
Sändningarna är bara avsedda för Storbritannien, och satelliterna är därför riktade dit med okodade signaler. Med tillräckligt stora paraboler kan det gå att hitta kanalerna på många platser även utanför Storbritannein, till exempel via satelliten Astra 2D i Sverige.[källa behövs]